# Pleuroziopsis
Pleuroziopsis là một chi rêu trong họ Pleuroziopsaceae.